# Bertbacka
Bertbacka (finska: Perttilä) är stadsdel nummer 25 i Lojo stad i Finland. Stadsdelen ligger nordost om Lojo centrum vid förbindelseväg 1125. I väster utgör Puruskorpivägen gräns till Bertbacka, i söder gränsas stadsdelen av Hangö-Hyvingebanan och i norr fungerar Lojoåsen som en gräns till Bertbacka. I öster möter Bertbacka stadsdelen Muijala.
Bertbacka är ett populärt område för egnahemshus. I stadsdelen ligger skolan Perttilän koulu.